# Стальной свод
Стальной свод — часть масонских ритуальных действий, которыми масоны приветствуют великого мастера и великих офицеров, когда их торжественно вводят на различные масонские мероприятия (собрание ложи, ассамблея, др. торжественные собрания).

## Ритуальное образование свода
Стальной свод образуется масонами находящимися в первых рядах во время торжественного собрания конвента (ассамблеи), которые формируют арку, пересекая свои мечи, если это возможно, держа в правой или левой руке меч (используется в зависимости от послушания), вытянутой рукой верх и по направлению друг к другу. Образование арки и проход под ней сановников обычно сопровождается перестуком молотков..
Используемый в стальном своде меч, как ритуальный инструмент, вероятно, был взят из ритуалов рыцарства. Символизм этой церемонии заключён в металлическом мече, который и образует свод.

### В истории
Людовик XVI был встречен образованным стальным сводом в мэрии Парижа, пройдя процессией под стальной аркой, в одном из эпизодов Великой французской революции.

### Происхождение
Эта церемония иногда проводится во Франции во время мероприятий, в которых используется различное военное оружие. Военные ложи, которые добавили ряд элементов в церемонии масонства, могли привнести образование стального свода в масонскую традицию.